# Sud dolžen prodolžat'sja
Sud dolžen prodolžat'sja (Суд должен продолжаться) è un film del 1931 diretto da Efim L'vovič Dzigan e Boris Šrejber.